# Крізь обрій
«Крізь обрій» (англ. Event Horizon) — британсько-американський фантастичний фільм жаху 1997 року сценариста Філіпа Ейснера та режисера Пола В. С. Андерсона. Головні ролі виконували Лоренс Фішберн і Сем Нілл.
Фільм став касовим провалом, зібравши 26,7 млн дол. при витратах на його створення в розмірі 60 млн дол.

## Сюжет
Дія фільму відбувається в 2047 році. Екіпаж рятувального космічного корабля «Льюїс і Кларк» летить до планети Нептун, звідки отримано сигнал лиха з корабля «Горизонт подій» (англ. Event Horizon), зниклого безвісти за сім років до цього. Разом з екіпажем рятувальників летить доктор Вільям Вейр — вчений-фізик і розробник «Горизонту подій». Коли «Льюїс і Кларк» прибуває на орбіту Нептуна, Вейр розповідає рятувальникам, що насправді зниклий корабель був таємним проєктом — відповіддю на запит уряду про створення корабля, здатного здійснювати перельоти на наддалекі відстані з надсвітловою швидкістю. Члени екіпажу приймають слова доктора скептично, наводячи як контраргумент той факт, що згідно з теорією відносності, швидкість світла перевищити неможливо. На це Вейр відповідає, що обмеження на швидкість можна обійти, зменшивши шляхом викривлення простору відстань між його точками до нуля. Двигун «Горизонту подій» створює штучну чорну діру і використовує її колосальну енергію для викривлення простору-часу таким чином, щоб початкова та кінцева точки маршруту наклалися одна на одну. Після чого корабель миттєво переміщається з початкової точки в кінцеву. Потім простір розгортається назад і приймає колишню форму. Таким чином можна миттєво переміститися в будь-яку точку Всесвіту. Корабель повинен був переміститися до найближчої сусідньої зірки Проксими Центавра, але пропав безвісти. Єдина інформація, яку вдається витягти з сигналу, що надходить з корабля, складається з несамовитих криків і повторюваною голосом капітана Кілпатріка латинської фрази, яку Ді Джей розшифровує як «liberate me» (з лат. «Врятуйте мене»).
Дослідивши корабель, рятувальники виявляють, що весь його екіпаж зник; вони знаходять тільки криваві сліди й один заморожений і понівечений труп. Один з членів екіпажу «Льюїса і Кларка», мічман Джастін, випадково активує гравітаційний двигун корабля і Джастіна затягує всередину. Через деякий час він повертається, але відразу ж впадає в коматозний стан.
Після активації двигуна корабель рятувальників виявляється пошкодженим, і у капітана Міллера немає іншого вибору, окрім як на час ремонту перевести весь свій екіпаж на порожній «Горизонт подій». Кисню на ньому вистачить не більше ніж на двадцять годин.
Джастін, отямившись, говорить про «морок всередині нього» і намагається накласти на себе руки, вийшовши у відкритий космос без скафандра. Міллер дивом рятує його, заштовхнувши назад у шлюз. Скаліченого Джастіна занурюють в барокамеру. Слідом за ним й інші члени екіпажу на «Горизонті подій» починають бачити моторошні речі. Наприклад, лейтенант Пітерс бачить свого залишеного на Землі сина Денні з ногами, покритими виразками. Доктор Вейр постійно бачить свою дружину, яка, дізнавшись, що у неї рак, і розуміючи, що дні її полічені, колись покінчила життя самогубством; вона закликає його «приєднатися» до мерців. Капітану Міллеру ввижається його друг, боцман Едвард Коррік, загиблий на космічному кораблі «Голіаф», яким Міллер колись командував; тоді на кораблі спалахнула пожежа, і Міллер був змушений залишити Корріка на борту «Голіафа», щоб врятувати інших членів екіпажу.
Нарешті екіпаж дізнається правду про те, куди на сім років зник «Горизонт подій». Коли корабель згорнув простір-час, він потрапив в інший Всесвіт, у «вимір істинного хаосу, істинного зла» — свого роду подібність християнського пекла. Збережений у бортовому журналі «Горизонту подій» відеозапис показав, що члени першого екіпажу після активації двигуна впали в оргію тортур, безумства, канібалізму й насильства. Латинська фраза, сказана капітаном, насправді звучить як «liberate tuta me ex inferis» (з лат. «Врятуйте себе від пекла»). У лейтенанта Старк виникає теорія про те, що страшні видіння членів екіпажу є захисною реакцією організму.
Міллер наказує екіпажу повернутися на «Льюїс і Кларк» негайно після ремонту корабля, маючи намір після відльоту розстріляти «Горизонт подій» ракетами. Вейр рішуче не згоден з ним і каже, що корабель став живим і не дасть нікому піти. Лейтенант Пітерс гине — її заводить у пастку видіння сина. Доктор Вейр знаходить її тіло. Видіння самогубства власної дружини Клер остаточно зводить його з розуму, він видавлює собі очі, таким чином відгукнувшись на заклик дружини «приєднатися», і стає одержимим божевільним, «живим втіленням зла», що оселилося на кораблі. Він потай від усіх мінує підготовлюваний до відльоту «Льюїс і Кларк» і в підсумку підриває його. У цей час на борту пілот Сміт миттєво гине, а лейтенанта Купера відкидає далеко в космос.
Міллер попереджає свого першого помічника Ді Джея, що працює в медичному блоці, про небезпеку від Вейра, але той не встигає нічого зробити — сліпий Вейр обеззброює його. Міллер, озброївшись пневматичним молотком, разом із дивом уцілілою лейтенантом Старк намагається знайти й убити Вейра. Доктор на містку запускає гравітаційний двигун корабля, маючи намір знову відправити «Горизонт подій» у вимір хаосу. Йому вдається заволодіти пневматичним молотком Міллера і запустити систему на десятихвилинний відлік. Купер, підірвавши балон з повітрям свого скафандра, повертається до корабля, підлітає до містка, намагається зв'язатися з ким-небудь всередині. Вейр у відповідь стріляє в ілюмінатор містка. Виникає декомпресія, в результаті чого доктора викидає в космос.
Уцілілі мають намір розділити корабель, підірвавши центральний міст, і скористатися його носовою частиною як рятувальною шлюпкою. Капітан Міллер готує до активації вибухівку на кораблі, але видіння в образі палаючого Едварда Корріка заганяють його у відсік з двигуном. Потім образ змінюється на подобу Вейра, який був повернутий назад кораблем. Він показує Міллеру вимір хаосу, але вмираючий Міллер встигає підірвати вибухівку та розділити корабель. Через кілька секунд хвостова частина разом з Вейром і Міллером провалюється в утворену воронку, а носова частина з трьома членами екіпажу — Купером, Старк і зануреним в анабіоз Джастіном — залишається в нашому Всесвіті, на орбіті Нептуна. Купер і Старк також поміщаються в барокамери, чекаючи рятувальників.
Коли друга рятувальна команда через 72 дні з'являється на кораблі, Старк першою виходить з анабіозу і радісно вітаючи людей з Землі, питає, де Купер і Джастін. Однак під гермошоломом рятувальника вона знову бачить порізане, понівечене обличчя доктора Вейра і чує його голос: «Вони вже з нами». Старк б'ється в жаху від видіння, що виявляється несправжнім. Купер і рятувальник намагаються заспокоїти її, повторюючи, що все страшне вже позаду. Але шлюз з рятівниками і вцілілими замикається, залишаючи фінал відкритим.

## Ролі
| Актор            | Роль                |
| ---------------- | ------------------- |
| Лоренс Фішберн   | капітан Міллер      |
| Сем Нілл         | доктор Вільям Вейр  |
| Кетлін Куінлан   | медпрацівник Пітерс |
| Джоелі Річардсон | лейтенант Старк     |
| Річард Т. Джонс  | Купер               |
| Джек Нозуворті   | Джастін             |
| Джейсон Айзекс   | Ді Джей             |
| Шон Пертві       | пілот Сміт          |
| Ноа Гантлі       | Едвард Коррік       |
| Пітер Марінкер   | капітан Джон Кілпек |

## Критика
Рейтинг на Rotten Tomatoes — 24 %, на основі відгуків 37 критиків. При цьому 61 % пересічних глядачів поставили схвальні оцінки. Рейтинг на IMDb складає 6,7/10.
Роджер Еберт писав, що «Крізь обрій», очевидно, натхненний «Солярісом» Андрія Тарковського. Але режисер Пол Андерсон використовує спогади персонажів про рідних не для спілкування між двома видами розуму, а для хибних страхів і тривог. Сюжет фільму можна пояснити як покарання екіпажу корабля за порушення законів фізики. Але ніякого «порушення» насправді не існує, є заміна старого знання новим. «Крізь обрій» має якусь неприязнь до знання, тож не дивно, що його персонажі поводяться так нерозсудливо.
На думку коміка та кінооглядача Дага Волкера, фільм містить сміливі для свого часу сцени жорстокості. Та попри свою сюжетну слабкість, сподобався він багатьом глядачам не за ці сцени, а за очікування тієї жорстокості, яка лишається за кадром. Сам фільм слугує дверима в щось заборонене, а тому цікаве.

## Паралелі з іншими творами
- У фільмі «Пекло» режисера Денні Бойла екіпаж космічного корабля, що летить до Сонця, знаходить корабель такого ж типу, але без ознак життя на борту. На їхній корабель проникає обпалений до невпізнання капітан загиблого судна, якому вдалося вижити і який намагається перешкодити їм закінчити місію з релігійних мотивів, здійснюючи диверсії і нападаючи на членів екіпажу.
- Мотив стрічки став одним з джерел натхнення для авторів «Dead Space».